# Бахмачская памятная медаль
Бахмачская памятная медаль — государственная награда Чехословакии.

## История
Бахмачская памятная медаль была учреждена правительством Чехословацкой Республики 5 марта 1948 года, к 30-летию сражения 1918 года у города Бахмач, ею награждались солдаты Чехословацкого корпуса, участвующего 8-13 апреля 1918 года в битве при Бахмаче вместе с войсками Красной Армии против немецких войск.

## Описание
Медаль диаметром 33 мм изготавливалась из бронзы.
Медаль при помощи металлического кольца подвешена к муаровой ленте. Лента представляет комбинацию ленты чехословацкого военного креста 1918 года и георгиевской ленты. Ширина ленты — 38 мм.
Для повседневного ношения имеется планка, обтянутая лентой медали.